# Documentos anglosajones

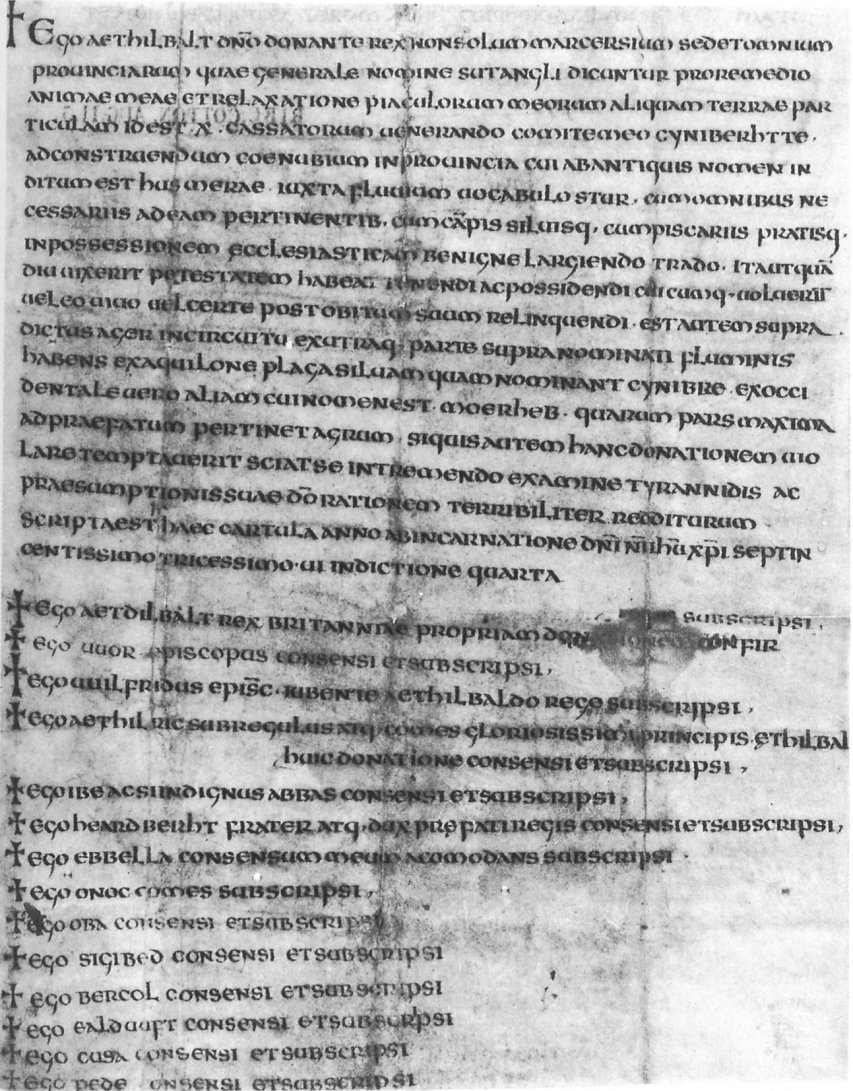
Documento del rey Ethelbaldo de Mercia del 736.

Se denominan documentos anglosajones (o charters por su designación en inglés) a una serie de documentos de comienzos del período medieval en Gran Bretaña que por lo general otorgan una extensión de tierra o dejan asentado un privilegio. Por lo general se encuentran escritos sobre pergamino, en latín, aunque a menudo poseen secciones en lengua vernácula describiendo los límites de las propiedades, las que muchas veces se corresponden en gran medida con los límites de las parroquias actuales. Los documentos más antiguos que han perdurado hasta nuestros días se remontan al 670; estos documentos asignaban tierras a la Iglesia, por otra parte los documentos existentes posteriores al siglo octavo asignan tierras a personas comunes.
En este contexto el término documento abarca un espectro de documentación legal escrita que incluye diplomas, mandatos (writs) y testamentos. Un diploma es un documento real en el cual el rey otorga derechos sobre la tierra u otros privilegios— mientras que un mandato es una instrucción (o prohibición) del rey que puede contener evidencia sobre ciertos derechos o provilegios. El mandato era autenticado mediante un sello y en forma gradual reemplazó al diploma como evidencia de la tenencia de la tierra a finales del período anglosajón y comienzos del normando. La tenencia de tierra reconocida mediante un documento era denominada bookland.
Los documentos o charters son una fuente histórica fundamental para comprender la Inglaterra anglosajona, y complementa la crónica anglosajona y otras fuentes literarias. Los mismos se encuentran catalogados en la 'Lista anotada' de Peter Sawyer, y por lo general son identificados mediante su número de Sawyer (por ejemplo, S407).

## Perduración y autenticidad
El documento o charter anglosajón puede presentarse en distintas formas: puede ser un alquiler (a menudo en forma de un quirógrafo), un testamento, un acuerdo, un mandato y, más comúnmente una cesión de tierras. Nuestra comprensión se encuentra sesgada hacia aquellos relacionados con la tierra, particularmente en el período inicial (aunque la emergencia de testamentos y quirógrafos tuvo un importante auge posterior). Los documentos de tierras pueden ser clasificados en documentos reales, o diplomas, y documentos privados (donaciones por personajes distintos del rey). Más de 1000 documentos anglosajones han llegado hasta nuestros días, para lo cual dependemos por completo de aquellos mantenidos en los archivos de las casas religiosas. Estas casas guardaban los documentos para dejar asentado su derecho a la tierra. Algunos documentos que han llegado hasta la actualidad son copias posteriores, a veces con interpolaciones. Los documentos anglosajones a veces eran utilizados en disputas legales, y los asientos de su contenido durante los procesos es otra de las razones por las que los textos han llegado hasta nuestros días aun cuando el original pueda haberse extraviado. Desafortunadamente, ello originó una indeseable práctica de falsificación de documentos, muy a menudo por las mismas casas monacales. En conjunto, existen unos 200 documentos originales, el resto con copias que se remontan a luego de la conquista, a menudo escritos por los compiladores de cartularios (colecciones de escritura de títulos) o por anticuarios modernos.
Como los documentos son registros de tenencia de tierra, había numerosas falsificaciones. Por lo tanto era importante cuando se entregaban documentos establecer su autenticidad. La motivación principal para falsificar documentos era establecer evidencia de derechos sobre la tierra. a menudo la falsificación tenía por objetivo en proveer evidencia escrita de las propiedades inscriptas como pertenecientes a casas religiosas en el Domesday Book.

## Diplomas
La mayoría de los documentos que han llegado hasta nuestros días son diplomas, o documentos reales que conceden privilegios y derechos, por lo general sobre extensiones de tierra. El diploma típico tiene tres secciones. La primera sección por lo general se encuentra en latín y deja constancia de la transacción, así como también invoca la ira de Dios sobre todo aquel que no la observe - el anatema. La segunda sección a menudo se encuentra escrita en Inglés Antiguo, y describe los límites de la tierra. La tercera sección es una lista de testigos - por lo general miembros poderosos civiles y eclesiásticos de la corte del rey.
Gran parte del lenguaje del diploma era explícitamente religioso - que cierto derecho se realizaba en beneficio del alma del que lo otorgaba o que todo aquel que incumpliera el documento sería excomulgado. Muchos de los primeros documentos eran realizados anticipándose a la fundación de un monasterio. Sin embargo, el documento tenía un propósito principalmente secular - dejar constancia de la posesión legal de tierra y liberar a la tierra de ciertas obligaciones que de otra forma le corresponderían (impuestos).

## Significación histórica
Los documentos han sido utilizados a menudo por los historiadores como fuentes de la historia de la Inglaterra anglosajona. Era frecuente que los reyes concedieran extensiones de tierra en los documentos. Al analizar qué tierra es asignada es posible ver hasta dónde llegaba el poder del rey, y cómo es que ejercía su poder en la región. Por ejemplo, el rey Ethelwulfo de Wessex asignó terrenos en Devon mediante un documento del 846, tal vez repartiendo un botín del territorio recientemente conquistado entre sus hombres.
Los documentos presentan listas de los testigos que dan fe del documento, y así se puede saber quién estaba presente en la corte real. Por ejemplo, se observa que varios reyes galeses, incluido Hywel "el Bueno", se encontraban en la corte de Athelstan de Wessex a comienzos del siglo décimo. La ausencia de una persona de la corte también puede brindar unformación útil; Wolfstan I, Arzobispo de York entre el 931 al 956 no figura como testigo de ningún documento real entre 936 y 941, período en el cual se llevó a cabo la batalla de Brunanburh entre Athelstan y una alianza entre el rey Hiberno-Norse de Dublín, Óláfr Guðrøðsson y del rey de Escocia, Causantín. Wulfstan tenía un criterio independiente, y podemos relacionar su ausencia de la corte de Saxon Occidental con una posible participación en Brunanburh y su actividad posterior como una especie de kingmaker en York. Es posible rastrear la trayectoria de una persona en la corte a través de su posición en la lista de testigos, por ejemplo en el caso de Eadric Streona en la corte de Etelredo II "el Indeciso" a comienzos del siglo XI.
Las "obligaciones" que tenían los propietarios de la tierra hacia el rey, tales como suministrarle soldados, recursos y mano de obra, a veces eran aligeradas mediante documentos. Lo cual nos permite examinar la estructura social en la época anglosajona.